# كلنكوة صقيعية
كلنكوة صقيعية (الاسم العلمي:Kalanchoe pruinosa) هي نوع من النباتات تتبع جنس الكلنكوة من الفصيلة الكرسولية.